# Vacuna de ARN
Las vacunas son preparaciones biológicas que estimulan las respuestas inmunitarias protectoras contra patógenos específicos, tanto virus como bacterias. Históricamente han ocasionado una gran mejora en la salud y expectativa de vida de la población humana, disminuyendo la incidencia de enfermedades infecciosas, aumentando la esperanza de vida y mejorando la calidad de vida. Las vacunas de ARN o vacunas de ARN mensajero, son aquellas en las que se emplea ácido ribonucleico para lograr el desarrollo de una respuesta inmune. Se diferencian de las vacunas tradicionales en que no se administran agentes vivos atenuados ni fragmentos del mismo, por lo que no existe el peligro de provocar la enfermedad que se pretende prevenir. 

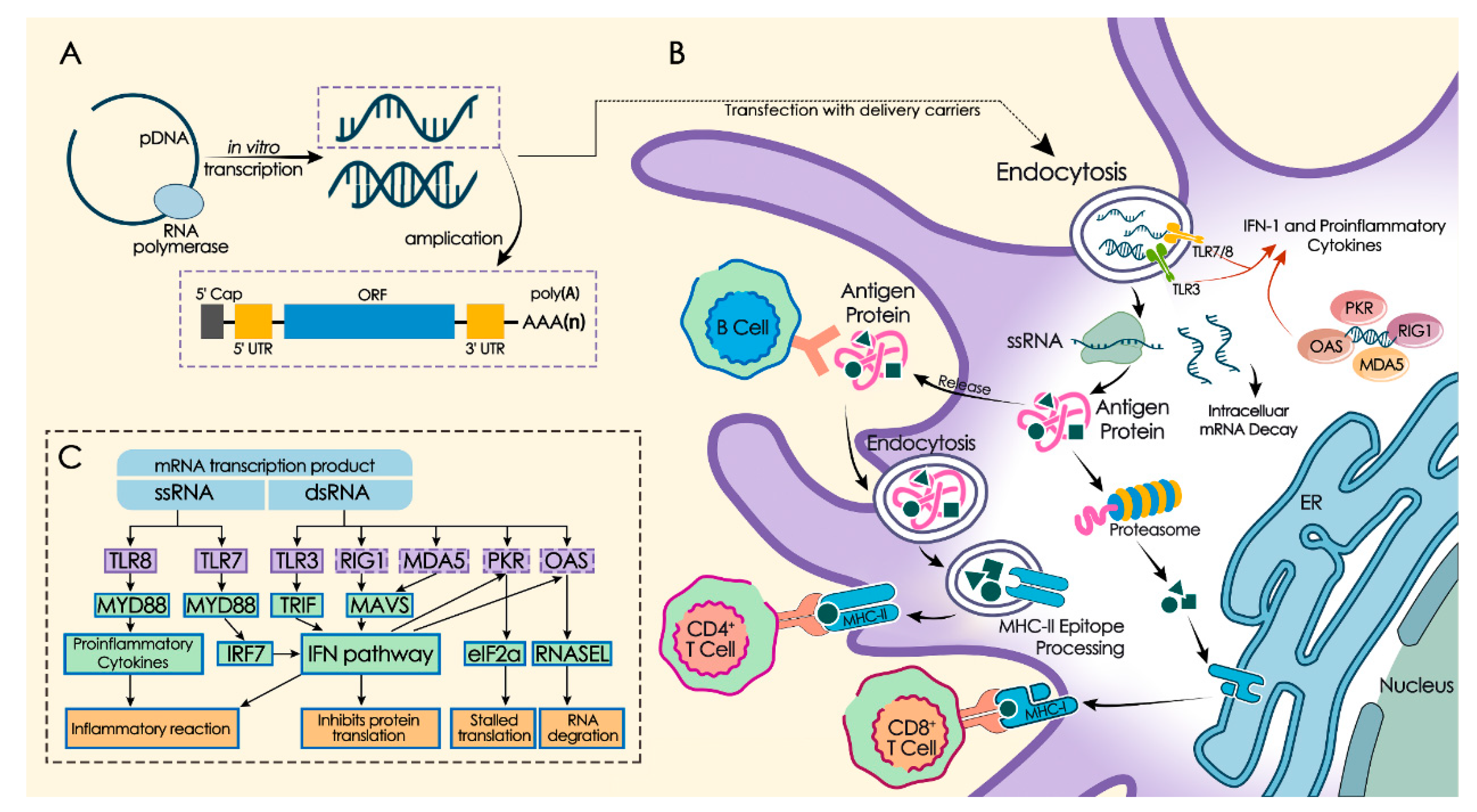
Transcripción in vitro de ARNm, activación de la inmunidad innata y adaptativa.

Para fabricarlas es preciso encontrar las secuencias de ADN que codifican antígenos esenciales del agente infeccioso y después transcribirlas para obtener el ARN correspondiente, el cual se usará como vacuna. Aunque existen diferentes tipos de ARN, en las vacunas se utiliza ARN mensajero. Una vez administrada, parte del ARN puede degradarse por acción de las ARNasas, pero la porción que entra en las células genera péptidos similares a los que posee el agente patógeno, lo que provoca una respuesta inmune que protege de la infección.

## Historia
Los primeros estudios sobre la eficacia de vacunas de ARNm fueron realizados por Wolff en 1990. Posteriormente se desarrollaron dos formas: vacunas de ARNm convencional y vacunas de ARNm autorreplicativo. Los trabajos iniciales no alcanzaron resultados prácticos por la fragilidad de la molécula de ARN y su inactivación por endonucleasas, sin embargo con el tiempo se han desarrollado métodos que aumentan la estabilidad del ARNm y permiten su producción sintética en el laboratorio a partir de plásmidos de ADN, mediante una transcripción enzimática y ARN polimerasa, sin que sean precisos cultivos celulares.

## Mecanismo de acción

Comparación de una cadena sencilla de ARN con una doble hélice de ADN.

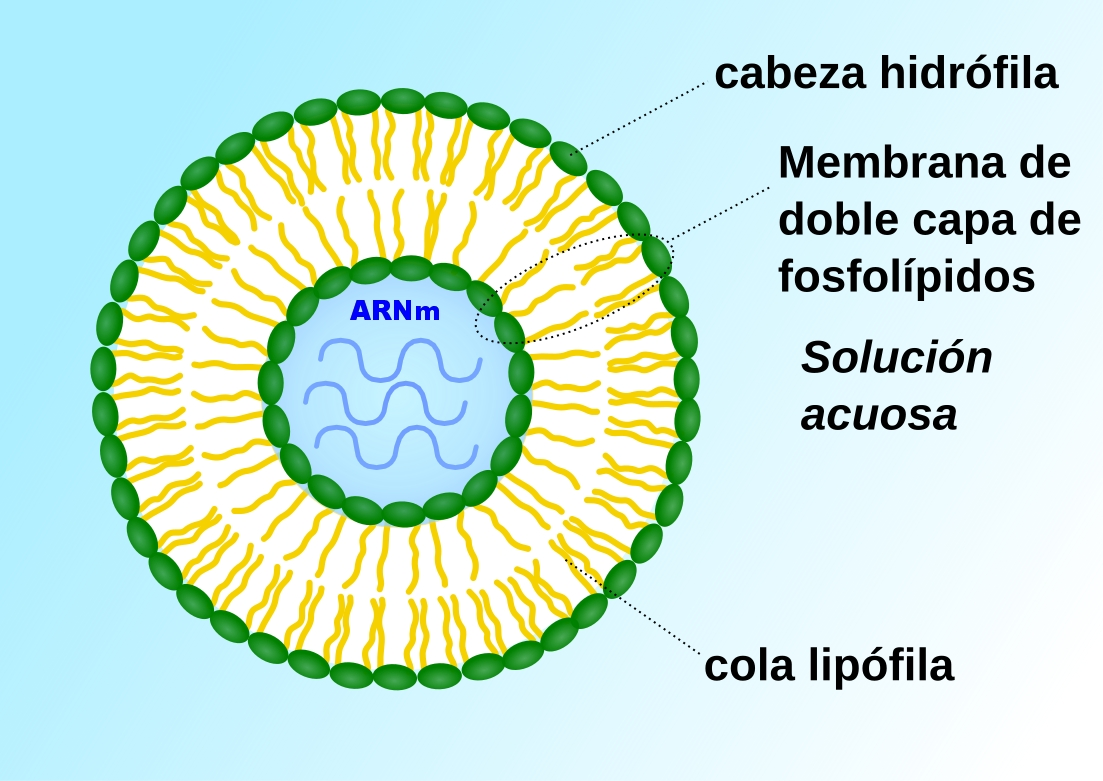
Liposoma cargado de ARN mensajero.

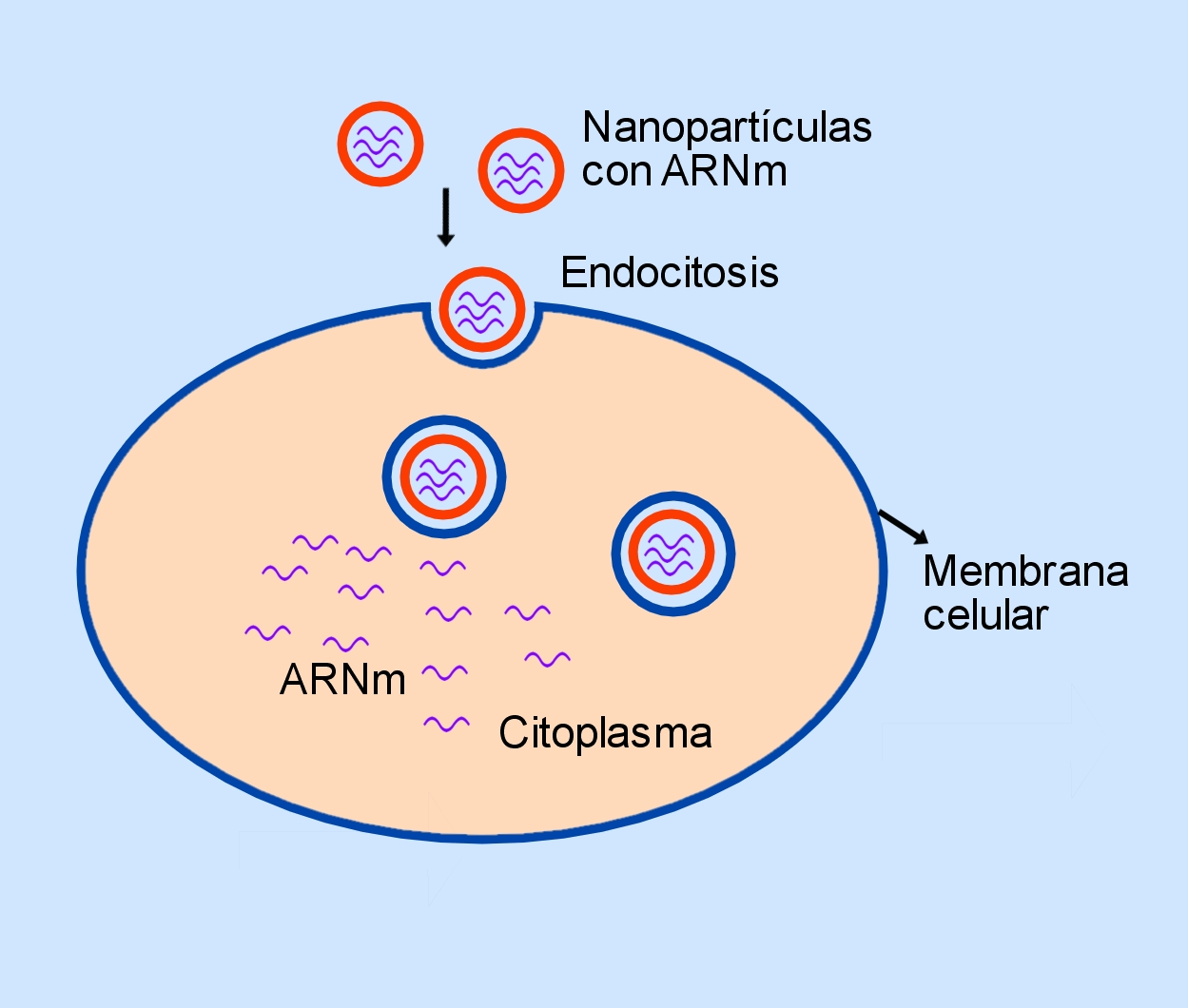
Microesferas de lípidos (liposomas) cargadas de ARNm penetran en la célula por un proceso de endocitosis.

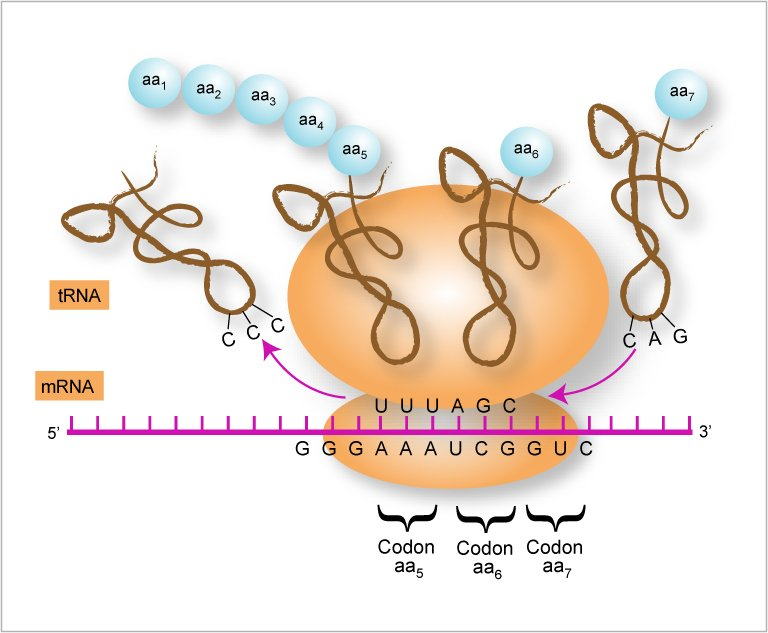
Esquema general del proceso de traducción genética mediante el cual se sintetiza una proteína a partir del ARN mensajero (mRNA) en un ribosoma.

Las vacunas tradicionales contienen el agente infeccioso inactivado o fragmentos del mismo que, al introducirse en el cuerpo, provocan una respuesta inmune por parte del organismo, el cual de esta forma responde con gran rapidez y eficacia cuando sufre una infección verdadera por el microorganismo específico para el que está diseñada la vacuna. Sin embargo las vacunas de ARN consisten en una secuencia de ácido nucleico que introduce en la célula el código para que la maquinaria celular fabrique la proteína extraña del agente infeccioso, la cual posteriormente es presentada en la membrana celular y reconocida por el sistema inmune, que genera inmunidad contra el mismo; por lo tanto puede decirse que no introduce el antígeno, sino las instrucciones para fabricarlo.
El ARN mensajero o ARNm es el ácido ribonucleico que transfiere el código genético desde el ADN a los ribosomas en el citoplasma de una célula. Actúa por tanto como plantilla o patrón para la síntesis de una proteína. Se trata de un ácido nucleico de cadena única (monocatenario), a diferencia del ADN, que tiene dos cadenas enlazadas (bicatenario). Las vacunas de ARN mensajero están formadas por cadenas de esta molécula que codifican un antígeno específico de un patógeno. Cuando el ARNm entra en la célula, el ribosoma sintetiza la proteína codificada que corresponde a un antígeno del patógeno, el cual posteriormente se presenta en la superficie de la célula, donde es reconocido por las células del sistema inmune, generando inmunidad.
Para evitar la rápida degradación de la molécula de ARN antes de entrar a la célula, se utilizan varias estrategias. Una de ellas emplea nanoesferas de lípidos (liposomas) en cuyo interior se encuentra el ARN, que de esta forma entra en la célula con facilidad por un proceso de endocitosis. La idea de encapsular ARNm en nanopartículas lipídicas ha resultado atractiva por varias razones. El recubrimiento de lípidos proporciona una capa de protección que evita la rápida degradación, lo que hace posible un proceso de traducción genética para formación de proteínas más eficiente. Además, la capa externa de lípidos puede modificarse, lo que permite que se una a las células deseadas a través de interacciones de ligandos. Las nanopartículas pueden administrarse al organismo a través de diferentes rutas,  por ejemplo por vía intravenosa o por inyección intramuscular.

### ARN autoamplificable
Determinadas vacunas utilizan ARN autoampliflicable (replicón), es decir, el ARN introducido se multiplica por sí mismo en el interior de la célula, lo que hace que se genere una cantidad muy superior del antígeno contra el que se pretende crear inmunidad. Esta técnica no puede producir agentes infecciosos activos porque se ha eliminado el gen de la proteína estructural del virus, y este no puede formarse completo ni propagarse a las células adyacentes.

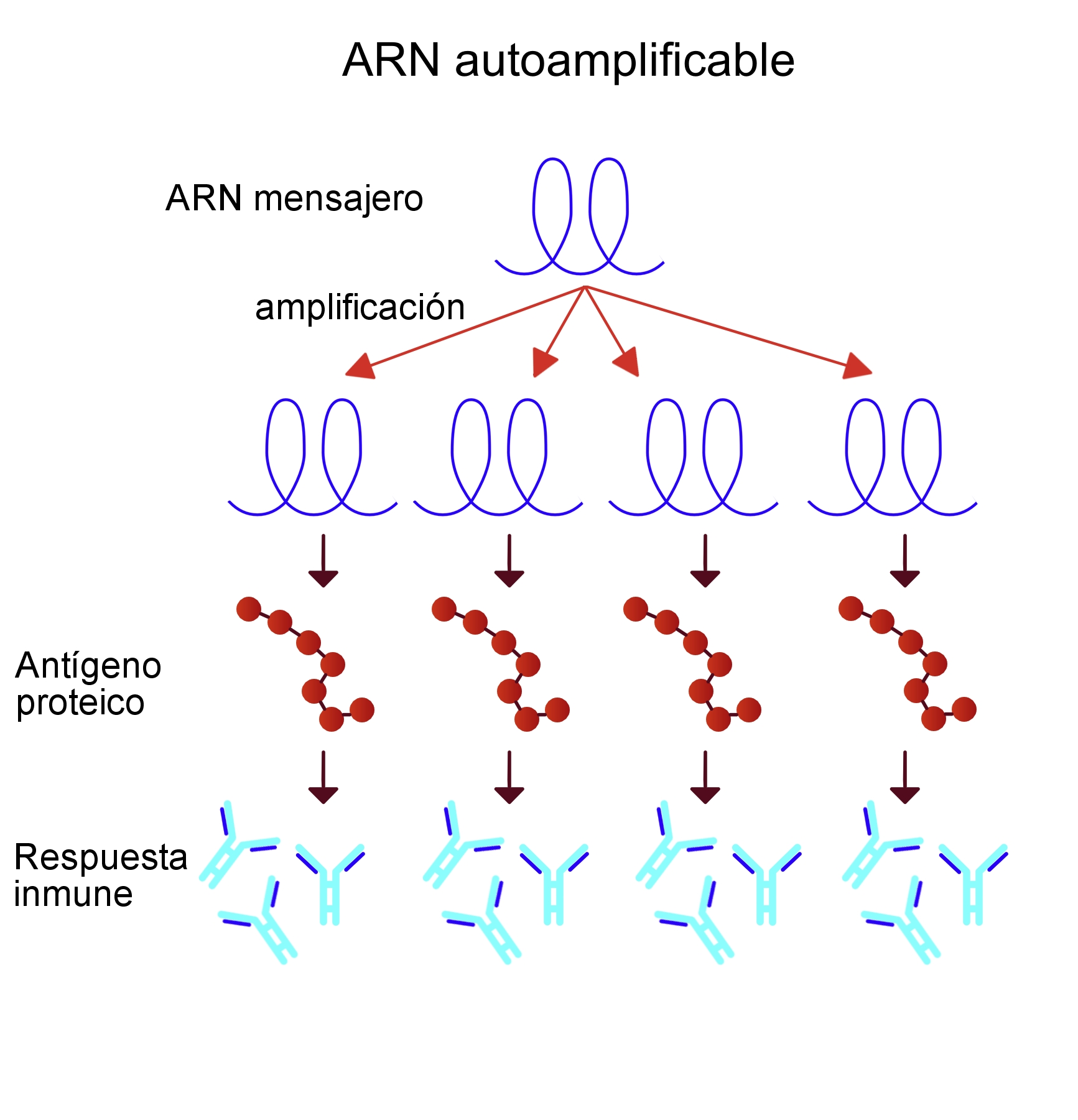

### Inmunidad celular y humoral
Una de las particularidades de las vacunas de ARN es que desencadenan la respuesta inmune mediante varios mecanismos.  Estimulan la formación de anticuerpos y reclutan linfocitos T citotóxicos mediante la unión de la proteína vírica producida en los ribosomas al complejo mayor de histocompatibilidad tipo I (MHC). Este doble mecanismo no tiene lugar con otros tipos de vacunas.

Mecanismo de acción de las vacunas de ARN e interacción con el complejo mayor de histocompatibilidad (MHC).

## Estabilidad
Las vacunas de ARN son menos estables que otros tipos de vacunas y pueden ser degradadas fácilmente por el calor o por ataques de ARNasas. Por ello deben conservarse congeladas o a temperaturas muy bajas, lo que representa un inconveniente para el proceso de distribución.

## Riesgos y efectos secundarios
La reactogenicidad es similar a la de las vacunas convencionales, sin ARN. Sin embargo, aquellas personas susceptibles a una respuesta autoinmune pueden tener una reacción adversa a las vacunas de ARN. Las hebras de ARNm de la vacuna pueden provocar una reacción inmune inesperada; esto implica que el cuerpo crea que está enfermo y que la persona se sienta como si lo estuviera. Para minimizar esto, las secuencias de ARNm en las vacunas de ARNm están diseñadas para imitar las producidas por las células hospedadoras.
Se informaron efectos reactogénicos fuertes pero transitorios en ensayos de vacunas ARN para COVID-19; la mayoría de las personas no experimentarán efectos secundarios graves que incluyan fiebre y fatiga. Los efectos secundarios graves se definen como aquellos que impiden la actividad diaria.
Antes de 2020, no se había autorizado ninguna plataforma de tecnología de ARNm (medicamento o vacuna) para su uso en humanos, por lo que existe el riesgo de efectos desconocidos. La pandemia de COVID-19 en 2020 requirió una capacidad de producción más rápida de vacunas de ARNm, que las hizo atractivas para las organizaciones nacionales de salud y generó un debate sobre el tipo de autorización inicial que deben obtener las vacunas de ARNm (incluida la autorización de uso de emergencia o la autorización de acceso expandido) después del período de ocho semanas de ensayos finales en humanos.

## Almacenamiento
Debido a que el ARNm es frágil, algunas vacunas deben mantenerse a temperaturas muy bajas para evitar su degradación y, por lo tanto, dar poca inmunidad efectiva al receptor. La vacuna de ARNm BNT162b2 de Pfizer – BioNTech debe mantenerse entre −80 y −60 °C (−112 y −76 °F). Moderna dice que su vacuna mRNA-1273 se puede almacenar entre -25 y -15 °C (-13 y 5 °F), que es comparable a un congelador doméstico, y que permanece estable entre 2 y 8 °C (36 y 46 °F) hasta por 30 días. En noviembre de 2020, Nature informó: "Si bien es posible que las diferencias en las formulaciones de LNP o las estructuras secundarias de ARNm podrían explicar las diferencias de termoestabilidad (entre Moderna y BioNtech), muchos expertos sospechan que ambos productos de vacunas finalmente demostrarán tener requisitos de almacenamiento y vida útil similares bajo diversas condiciones de temperatura ". Se están estudiando varias plataformas que pueden permitir el almacenamiento a temperaturas más altas.

## Ventajas
Las ventajas potenciales de las vacunas de ARN son: 
- Seguridad. No se inoculan microorganismos vivos ni atenuados, por lo que no existe la posibilidad de provocar infecciones.[3]
- El ARN no se integra en el genoma del hospedador, que está formado por ADN, por lo que no existe la posibilidad de alterar el genoma del hospedador.[3]
- El ARN se degrada con relativa rapidez, lo que podría evitar la aparición de efectos secundarios a largo plazo.[3]
- El proceso de producción puede ser rápido y más estandarizado que en las vacunas tradicionales, lo que facilitaría una rápida respuesta ante la aparición de nuevos agentes infecciosos.[3]
- La vacuna se puede adaptar con gran facilidad a cambios genéticos que puedan aparecer en un virus por nuevas cepas mutantes.

## Aplicaciones
Se han realizado ensayos clínicos con vacunas ARN desarrolladas para evitar la aparición de diferentes enfermedades infecciosas causadas por virus, entre otras las provocadas por el virus de la gripe, virus de la rabia, citomegalovirus, VIH, virus Zika y SARS-CoV-2. También se están ensayando vacunas de ARNm para el tratamiento del cáncer, utilizando células dendríticas o inyectando directamente ARNm. Este tratamiento se encuentra en fase de experimentación y se han obtenido resultados prometedores en algunos ensayos clínicos. Hasta noviembre del año 2020, ninguna vacuna de ARN había sido aprobada para uso en humanos. El 2 de diciembre de 2020 se produjo la primera aprobación, realizada por la agencia regulatoria del Reino Unido.

### COVID-19

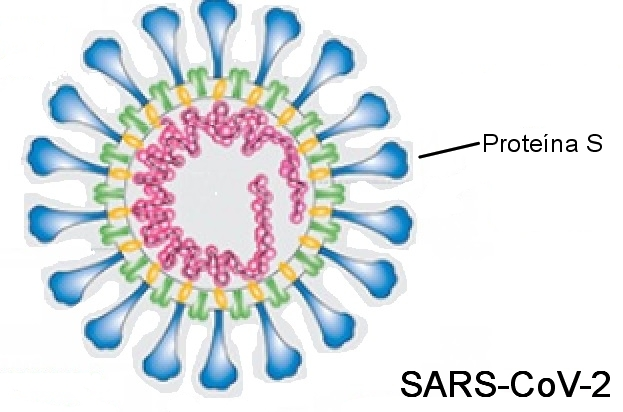
La vacuna BNT162b2 provoca la creación de anticuerpos contra el antígeno S del SARS-CoV-2.

Se están desarrollando las siguientes vacunas de ARN para prevenir la COVID-19:
- BNT162b2 de Pfizer y BioNTech. Es una vacuna de ARN mensajero con nucleósidos modificados formulada en nanopartículas de lípidos, lo que hace posible la entrada de ARN en las células huésped y provoca la expresión del antígeno S del SARS-CoV-2, induciendo la formación de anticuerpos y la inmunidad celular.  El 2 de diciembre de 2020 la agencia reguladora del Reino Unido (Medicines and Healthcare products Regulatory Agency o MHRA) aprobó oficialmente su uso en este país,[24] el 9 de diciembre fue aprobada en Canadá, el 11 de diciembre en México, el 12 de diciembre en Estados Unidos, y el 21 de diciembre por la Agencia Europea del Medicamento.[25][26]
- mRNA-1273 de la empresa de biotecnología Moderna. Es una vacuna de ARN mensajero encapsulado en nanopartículas de lípidos que contiene el código de la proteína S del SARS-CoV-2. Fue aprobada el 18 de diciembre de 2020 en Estados Unidos, el 23 de diciembre del mismo año en Canadá[27] y el 6 de enero de 2021 se autorizó su comercialización por la Comisión Europea tras el visto bueno de la Agencia Europea del Medicamento.[28]
- CVnCoV desarrollada por el laboratorio alemán CureVac.
- COVAC1 que está siendo desarrollada por el Imperial College London.
- Lunar-Cov19 desarrollada por Duke-NUS Medical School y la empresa Arcturus Therapeutics. Se espera que pueda ser efectiva con una sola dosis y tiene previsto completar la fase 3 de estudios clínicos en la primavera de 2021.

### Virus Zika

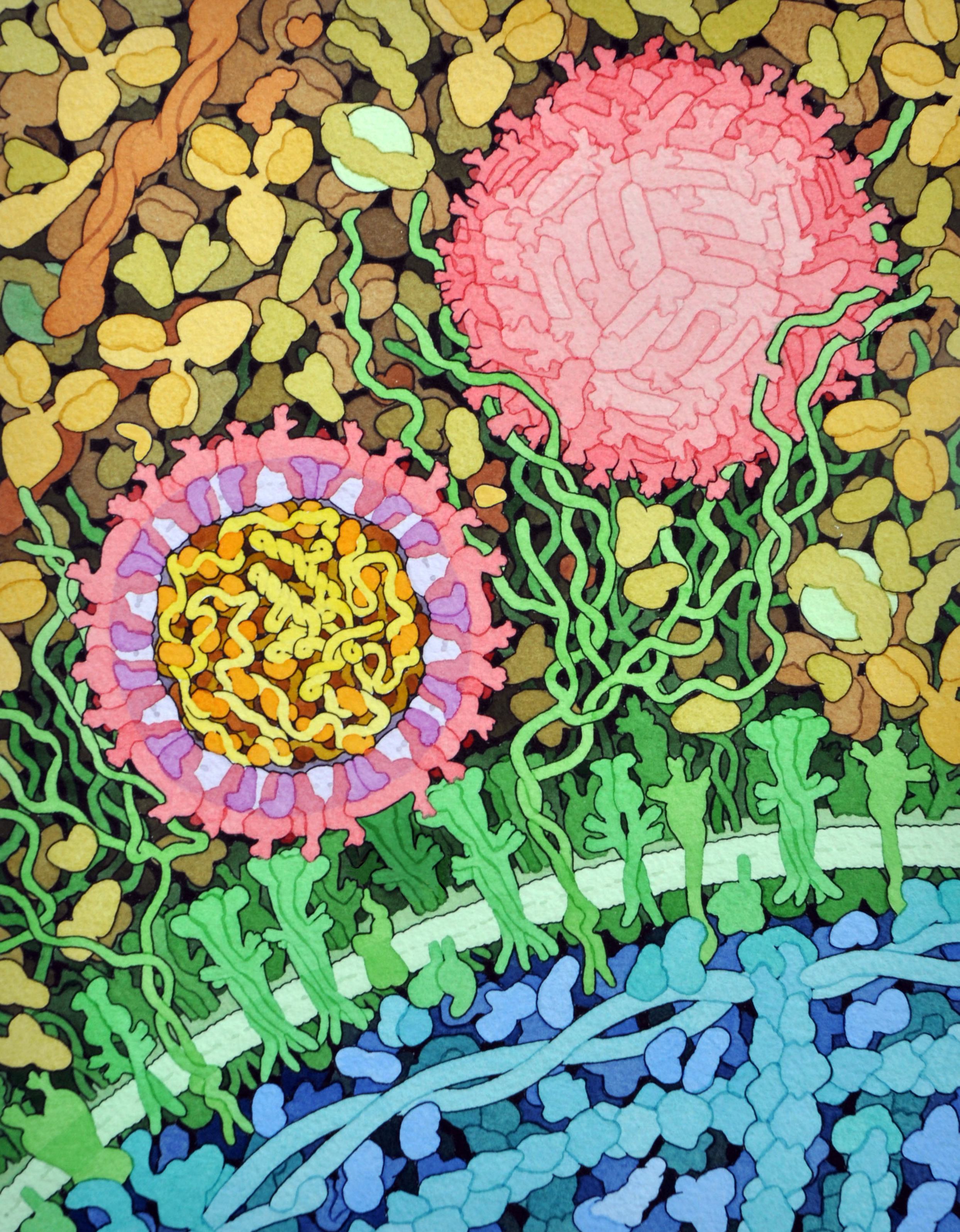
Virus Zika penetrando en una célula

El virus Zika  provoca una enfermedad infecciosa que en la actualidad no dispone de tratamiento efectivo ni vacuna preventiva. Se están desarrollando vacunas para prevenir la infección basadas en la tecnología de ARN mensajero autoamplificable.  Se han conseguido fuertes respuestas de anticuerpos neutralizantes en estudios preclínicos con ratones y primates. Existen fundadas esperanzas de que la futura vacuna funcione en humanos pero aún no han comenzado los estudios clínicos. En 2016 se estimó que podría llevar entre 10 y 12 años tener una vacuna efectiva contra el virus del Zika disponible para su uso.

### Virus de la gripe
Entre el 1 de abril de 2010 y el 31 de marzo de 2014 se llevó a cabo el proyecto de investigación REPLICEX (Highly efficient new generation synthetic RNA-replicon based vaccine) con el objetivo de conseguir vacunas de nueva generación para la prevención de la gripe estacional basándose en la tecnología de ARN mensajero sintético autoamplificable. El diseño se basó en modelos de ARN cargado en nanopartículas que mostraron capacidad para replicarse en el citoplasma de la célula, pero sin capacidad infectiva. Esta técnica ha conseguido en los estudios de laboratorio producir una carga de antígenos virales muy por encima de la que se obtiene con las vacunas convencionales para la prevención de la gripe.

### Virus de la rabia
Se han realizado estudios en animales de laboratorio con una vacuna antirrábica basada en la tecnología de ARN mensajero con buenos resultados. Posteriormente se han iniciado estudios clínicos en humanos en los que se ha comprobado que este tipo de vacuna induce la creación de anticuerpos contra el virus de la rabia. La investigación para obtener una vacuna basada en esta tecnología se encuentra en desarrollo y con buenas expectativas.

### Citomegalovirus
El laboratorio Moderna está desarrollando la vacuna de ARN mRNA-1647 contra el citomegalovirus. En diciembre de 2020 se encontraba en fase 2 de ensayo clínico.

### Cáncer
Las vacunas de ARN contra el cáncer no son preventivas, están diseñadas para el tratamiento de personas que ya están diagnósticadas de esta enfermedad e intentan potenciar el sistema inmunológico para que destruya las células malignas del tumor.